# بيل كونتي
بيل كونتي (بالإنجليزية: Bill Conti)‏ (و. 1942  م) هو ملحن، وموزع (موسيقى)، ومؤلفو موسيقى تصويرية أمريكي، ولد في بروفيدنس، رود آيلاند، يستخدم آلات زمخر.

## التعليم
تعلم في جامعة ولاية لويزيانا.

## جوائز وترشيحات
حصل على جوائز منها:
- جائزة الأوسكار لأفضل موسيقى تصويرية، عن عمل: الرجال الحقيقيون.

ترشح لـ:
- جائزة الأوسكار لأفضل موسيقى تصويرية، عن عمل: الرجال الحقيقيون.

## وصلات خارجية
- بيل كونتي على موقع IMDb (الإنجليزية)
- بيل كونتي على موقع ألو سيني (الفرنسية)
- بيل كونتي على موقع ميوزك برينز (الإنجليزية)
- بيل كونتي على موقع تيرنر كلاسيك موفيز (الإنجليزية)
- بيل كونتي على موقع أول موفي (الإنجليزية)
- بيل كونتي على موقع قاعدة بيانات برودواي على الإنترنت (الإنجليزية)
- بيل كونتي على موقع قاعدة بيانات الأفلام السويدية (السويدية)
- بيل كونتي على موقع أول ميوزيك (الإنجليزية)
- بيل كونتي على موقع ديسكوغز (الإنجليزية)
- بيل كونتي على موقع قاعدة بيانات الفيلم (الإنجليزية)

- بيل كونتي في قاعدة بيانات الأفلام على الإنترنت